# Operação Politeia
Operação Politeia é uma operação da Polícia Federal do Brasil (PF) de 14 de julho de 2015, que representa um desdobramento da Operação Lava Jato. O nome escolhido faz referência ao livro A República, de Platão, que narra uma cidade perfeita e virtuosa, onde a ética prevalece sobre a corrupção. A ação representa a primeira ofensiva diretamente contra políticos, desde o início da Lava Jato. O alvo da operação Politeia é o senador, e ex-presidente da república, Fernando Collor de Mello (PTB-AL). Na operação a PF fez buscas em residências e escritório do Senador. Foram cumpridos mandados de busca e apreensão em imóveis ligados ao Collor em Brasília e Alagoas.

## Investigações
Collor é suspeito de receber propina em troca de contratos com a subsidiária da Petrobras, a Vibra Energia, que era controlada politicamente por ele até 2015. Suas empresas seriam usadas para lavar o dinheiro por meio de empréstimos fictícios. A PF constatou que o senador gastou 16,4 milhões de reais entre 2011 a 2014 com despesas de consumo, como pagamento de contas de energia elétrica, água, telefone, TV por assinatura, passagens aéreas, segurança privada, medicamentos, funcionários, tributos, entre outros. Os gastos milionários foram bem inferiores a renda declarada pelo senador em todo o período, de 700 mil reais.

## Apreensão
Os policiais federais apreenderam, 4 milhões de reais, 45,7 mil de dólares e 24,6 mil de euros, em espécie, 8 veículos, entre eles uma Ferrari vermelha, um Porsche preto e uma Lamborghini prateada, obras de arte, relógios, mídias (HDs e CDs) e documentos.

## Investigados
Outros supostos envolvidos foram os senadores Ciro Nogueira (PP-PI), o ex-ministrado Fernando Bezerra Coelho (PSB-PE), Mário Negromonte (ex PP-BA), o deputado federal Eduardo da Fonte (PP-PE) e o ex-deputado João Pizzolati (PP-SC). Ainda é investigado na operação o advogado Thiago Cedraz, filho do ministro do TCU, Aroldo Cedraz.

## TV Gazeta
Ao analisar documentos apreendidos na sede da TV Gazeta, os investigadores descobriram que Collor fez 6 762 empréstimos entre 2011 e 2014 com sua empresa que totalizaram 31,1 milhões de reais. Desse montante, 49,5% foram destinados a cobrir gastos correntes do senador. Os investigadores destacaram que o fato de Collor ter usado parte do dinheiro que tomou “emprestado” da TV Gazeta com despesas pessoais é relevante porque são valores que não podem ser recuperados, ao contrário do que ocorre com bens adquiridos cujos valores poderiam ser readquiridos por meio de venda.

## Vibra Energia
A subsidiárias da Petrobras, Vibra Energia, também foi alvo da operação. Collor foi citado nas delações premiadas de Alberto Youssef, do ex-diretor da Petrobras Paulo Roberto Costa, e Ricardo Pessoa, dono da UTC. O empreiteiro afirma ter pago 20 milhões de reais a Collor entre 2010 e 2012 em troca de influência nos favores da distribuidora, e 2 milhões de reais a Ciro Nogueira. R. Pessoa afirma ter pago 1 milhão de reais ao advogado Thiago Cedraz para o TCU liberar a licitação da usina nuclear Angra 3.
Pela Vibra Energia foram investigados dois ex-diretores, José Zonis e Luís Cláudio Caseira Sanches.